# László Kövér
Dans le nom hongrois Kövér László, le nom de famille précède le prénom, mais cet article utilise l’ordre habituel en français László Kövér, où le prénom précède le nom.
László Kövér ([ˈlaːsloː], [ˈkøveːɾ]), né le 29 décembre 1959 à Pápa, est un homme d'État hongrois, membre fondateur du Fidesz et président de l'Assemblée nationale hongroise depuis 2010.
Proche de Viktor Orbán, il est ministre sans portefeuille dans son premier gouvernement de 1998 à 2000, puis président du Fidesz entre 2000 et 2001.
Il est président de l'Assemblée nationale hongroise depuis 2010 et détient le record de longévité à cette fonction. À ce titre, il assume l'intérim de la présidence de la République en 2012, après la démission de Pál Schmitt, puis en 2024, à la suite de celle de Katalin Novák.
Ses prises de position controversées sur le genre, la famille ou l'identité nationale hongroise font de lui l'un des représentants du courant le plus conservateur de son parti.

## Biographie

### Jeunesse et études
Diplômé en 1986 de la faculté de droit et d'administration de l'université Loránd Eötvös, il travaille ensuite pendant six mois au sein du groupe de recherche sur la jeunesse de l'Institut de sciences sociales du Comité central du Parti socialiste ouvrier hongrois, puis de 1987 à 1988 il bénéficie d'une bourse Soros.

### Cadre du Fidesz

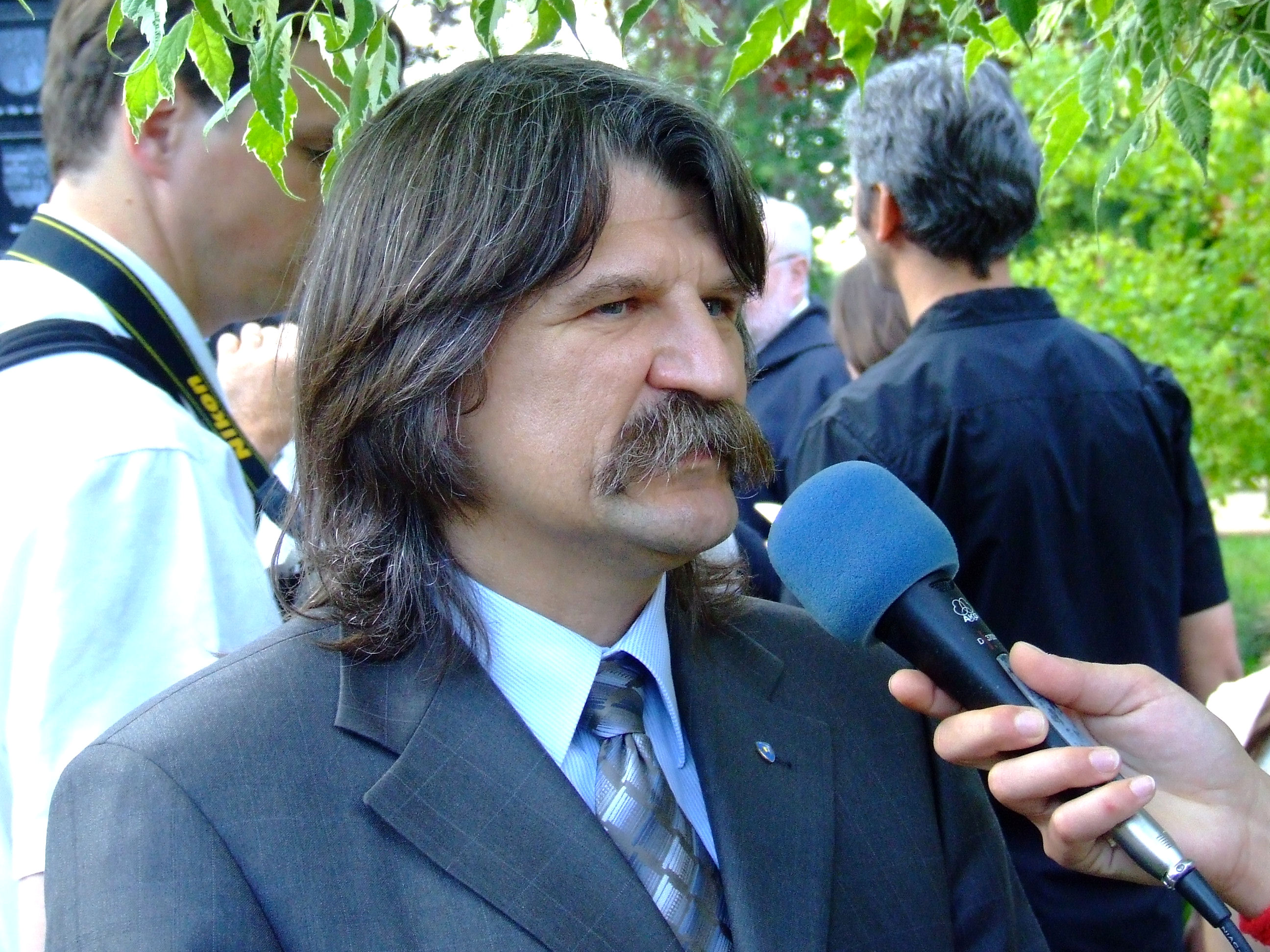
László Kövér en 2007.

En 1988, il est un des fondateurs du Fidesz. Il est élu député en 1990, et a été réélu sans interruption depuis lors. Membre de la direction du Fidesz depuis 1993, il est nommé ministre sans portefeuille chargé des services de renseignement dans le premier gouvernement de Viktor Orbán en 1998, jusqu'à ce qu'il soit élu président du Fidesz en 2000.
En 2001, il redevient vice-président du Fidesz, et il a toujours été depuis lors membre de la commission parlementaire sur la sécurité nationale et vice-président du groupe parlementaire Fidesz.

### Président de l'Assemblée nationale
Après l'élection de Pál Schmitt à la présidence de la République, il est désigné président de l'Assemblée nationale le 22 juillet 2010 mais ne prend ses fonctions que le 6 août suivant. Il devient ainsi, dans l'ordre protocolaire et constitutionnel, le deuxième personnage de l'État hongrois.
Il devient président de la République par intérim le 2 avril 2012, après la démission de Pál Schmitt. Alors qu'il est considéré comme un prétendant possible à la succession du président démissionnaire, le Premier ministre Viktor Orbán lui préfère la candidature d'un autre « frère d'armes », János Áder. L'intérim de Kövér à la présidence de la République s'achève le 9 mai.
Le 6 mai 2014, un mois après les élections législatives largement remportées par la Fidesz-MPSz, Kövér est réélu président de la Diète pour la durée de la 7e législature. Il conserve sa charge quatre ans plus tard, en étant réélu le 8 mai 2018, puis le 2 mai 2022. Après la démission de la présidente Katalin Novák, il assure une nouvelle fois l'intérim de la présidence de la République en février 2024.

## Prises de position
En mai 2019, Kövér provoque une polémique après la diffusion de propos ouvertement homophobes ; le président de l'Assemblée nationale hongroise avait en effet déclaré que les homosexuels ne pouvaient être admis comme des « gens normaux », arguant aussi que « d'un point de vue moral, il n’y a pas de différence entre le comportement d’un pédophile et [un homosexuel] qui demande l’adoption, car l’enfant est un objet du désir dans les deux cas »,. Ses propos lui valent une large condamnation par l'opposition et par des associations œuvrant pour les droits civiques et la défense des minorités sexuelles. 
Selon le quotidien français Libération, la direction du Fidesz lui a confié la « tâche d'utiliser un langage dur et des récits polarisants qui radicalisent le public et paralysent l’opposition ». 